# Bye Bye (Sarah-Connor-Lied)
Bye Bye ist ein Lied der deutschen Popsängerin Sarah Connor aus dem Jahr 2020.

## Entstehung und Veröffentlichung
Geschrieben, komponiert und produziert wurde das Lied von der Interpretin selbst, in Zusammenarbeit mit Tobias Kuhn.
Die Erstveröffentlichung von Bye Bye erfolgte als Single am 11. Dezember 2020. Diese erschien als digitaler Einzeltrack zum Download und Streaming. Am 17. September 2021 erschien das Lied auf der „Special Deluxe Edition“ von Sarah Connors neuntem Studioalbum Herz Kraft Werke.

## Inhalt
Das Lied handelt von der COVID-19-Pandemie in Deutschland, dem Lockdown und den Beschränkungen der Bevölkerung des Landes. Sarah Connor beschreibt, wie sie die Lockdownphase überstanden hat. Sie habe Ziegen gemolken, Olivenöl gepresst, einen Kräuterweg gepflanzt, gegen den Stress meditiert und beim Lernen mit ihren Kindern habe sie nur die Hälfte geschafft. Sie träume gerade am liebsten davon, dass man sie weckt und sagt: „Es ist vorbei!“. Außerdem gehe ihr der Abstand auf die Nerven, sie wolle zurück nach Island, Nähe und Spaß haben sowie mit ihren Freunden aus dem Glas trinken.

## Musikvideo
Am Tag der Singleveröffentlichung erschien auch ein Musikvideo, das in Eigenregie von Connor entstanden ist. Hierbei kommt es unter anderem zu Gastauftritten von Helene Fischer oder auch Wyclef Jean. Bis August 2023 zählte das Video über 6,8 Millionen Aufrufe bei YouTube.

## Charts und Chartplatzierungen
Bye Bye stieg am 18. Dezember 2020 auf Rang 60 der deutschen Singlecharts ein und erreichte nach einer Chartunterbrechung am 29. Januar 2021 mit Rang 32 seine beste Platzierung. Die Single platzierte sich acht Wochen in den Top 100, letztmals in der Chartwoche vom 12. Februar 2021.
| ChartsChartplatzierungen | Höchstplatzierung | Wochen |
| ------------------------ | ----------------- | ------ |
| Deutschland (GfK)        | 32 (8 Wo.)        | 8      |